# Flender (Unternehmerfamilie)

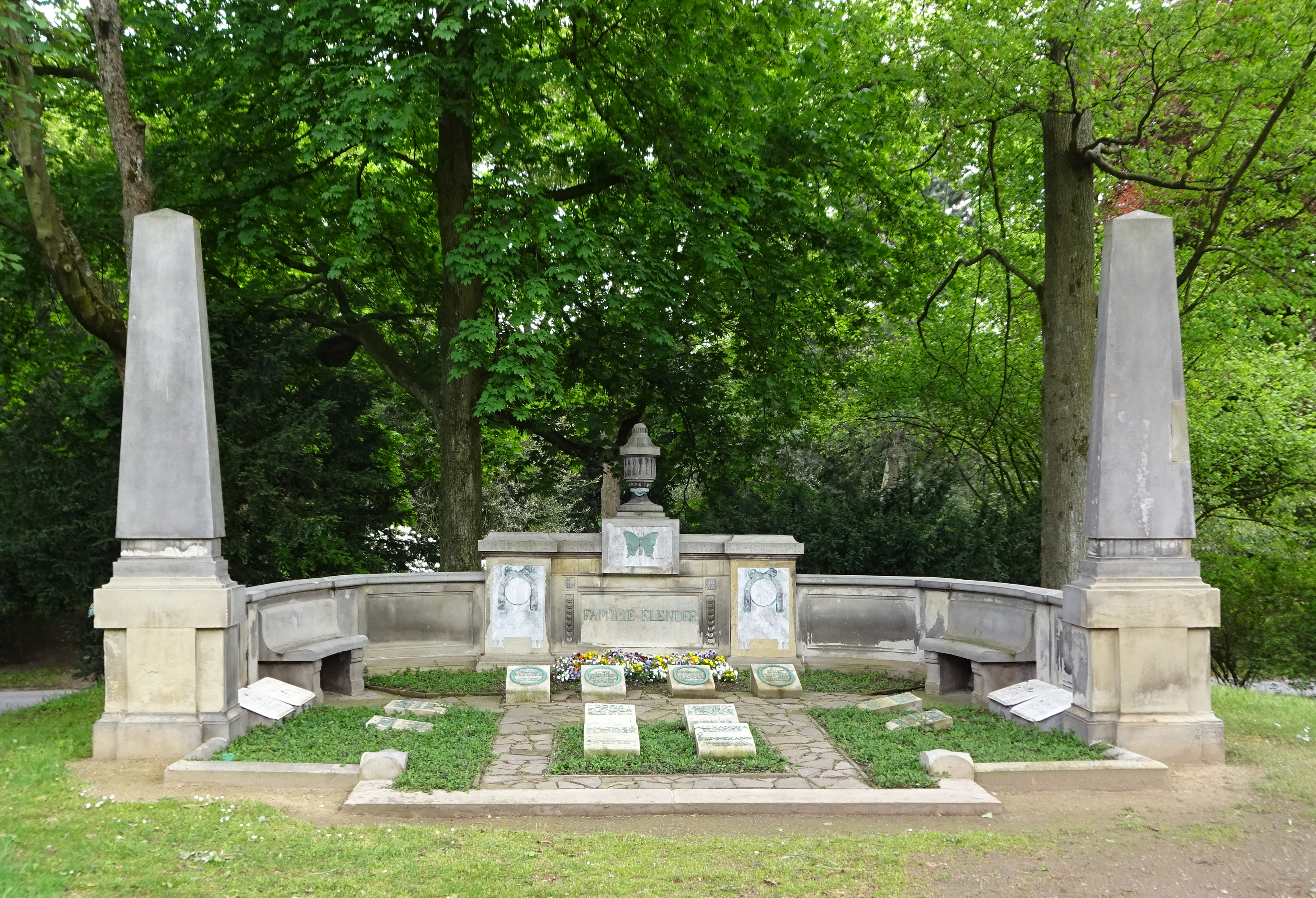
Grabstätte der Familie Flender auf dem Düsseldorfer Nordfriedhof (2019)

Die Düsseldorfer Unternehmerfamilie Flender gehörte zur finanzkräftigen und einflussreichen Oberschicht der Stadt. Ihre Unternehmungen wurden von dem renommierten Bankhaus Trinkaus finanziert.
Der „Fabrikant“ und Fernhandelskaufmann Peter Johannes Flender (1730–1781) aus Kräwinklerbrücke war der Stammvater einer Linie dieser Familie, aus der später die Unternehmen Flender-Brückenbau, Flender-Bocholt und die Flender-Werft hervorgingen. Das bekannteste Mitglied der Familie war der Unternehmensgründer Hermann August Flender (1839–1882), Ur-Enkel von Peter Johannes Flender, Enkel von Johann Flender (1750–1817) und Sohn von Johann Friedrich Flender (1789–1857). Alfred Friedrich Flender (sen.) (1876–1939), ein Sohn von Hermann August Flender, verfügte vor dem Ersten Weltkrieg über ein Vermögen von zwei bis drei Millionen Mark. Alfred Friedrich Flender jun. (1901–1969) wurde mehrfach ausgezeichnet.

## Geschichte

### Peter Johannes (1730–1781)
Peter Johannes Flender wurde als ältester Sohn von Johannes Flender und Anna Margaretha Flender geborene Clarenbach (* 31. Januar 1727 in Kräwinklerbrücke; † 21. Oktober 1772) geboren. Peter Johannes war ein Enkel von Friedrich Flender von der Hardt (1674–1707), der von Wilhelm Hyacinth von Nassau-Siegen (1666–1743) hingerichtet wurde. Seit dem 18. Januar 1726 war er mit Anna Elisabeth geb. Heyder (* 1730; † Mai 1781 in Siegen) verheiratet. Peter Johannes, der sich um den Band- und Schlichteisen-Handel der Region besondere Verdienste erworben hatte, wohnte in Dörpe, einer in der Wuppertalsperre versunkenen Ortschaft auf dem heutigen Stadtgebiet von Radevormwald. Peter Johannes wohnte „in einem älteren bergischen Wohnhause, welches manches charakteristische Merkmal aufweist, namentlich in den schmalen Fenstern an der Wupperseite, den zweimal vorgekragten Obergeschossen, dem angebauten Kamin und der interessanten südlichen Schindelwand, mit Holzläden und Gitterfenstern“.
Kinder von Peter Johannes Flender und Anna Elisabeth Flender geb. Heyder waren:
- Anna Margaretha (* 17. März 1749; † 28. September 1802), verheiratet mit Joh. Otto Achenbach
- Johannes (* 21. November 1750; † 29. Oktober 1817), verheiratet mit Anna Maria Achenbach
- Peter Johannes (* 1754)
- Joh. Friedrich (* 1756; † 13. Oktober 1818), verheiratet mit Anna Magdalena Pieper aus Ronsdorf
- Maria Katharina (* 1758; † 20. Juli 1817)
- Catharina Johanna (* 1759), verheiratet mit Benjamin Pieper
- Anna Elisabeth (* 1. November 1761; † 29. August 1809), verheiratet mit Hermann Achenbach (Bürgermeister in Siegen)

Peter Johannes Flender aus Kräwinklerbrücke, ein reicher Eisenhammerbesitzer, war Brotherr und Mäzen von Johann Heinrich Jung (auch Jung-Stilling), der von 1763 bis 1770 im Haus von Flender als dessen Hausinspektor wohnte und dort dessen Kinder unterrichtete. In Jung-Stillings Erzählungen wurde er als „Herr Spanier“ bezeichnet, weil Peter Johannes seine Waren bis nach Spanien exportierte. In Jung-Stillings Buch „Theorie der Geisterkunde“ erzählt der Autor von Peter Johannes Flender.

Johann Heinrich Jung (gen. Jung-Stilling, geb. 1740 in Grund im Siegerland, gest. 1817 in Karlsruhe) beschreibt Peter Johannes Flender
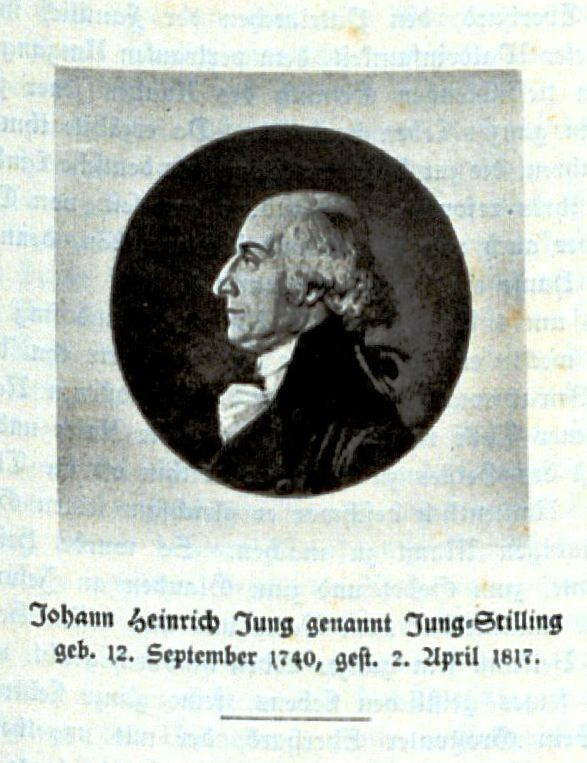
Jung-Stilling, gefördert von P.J. Flender
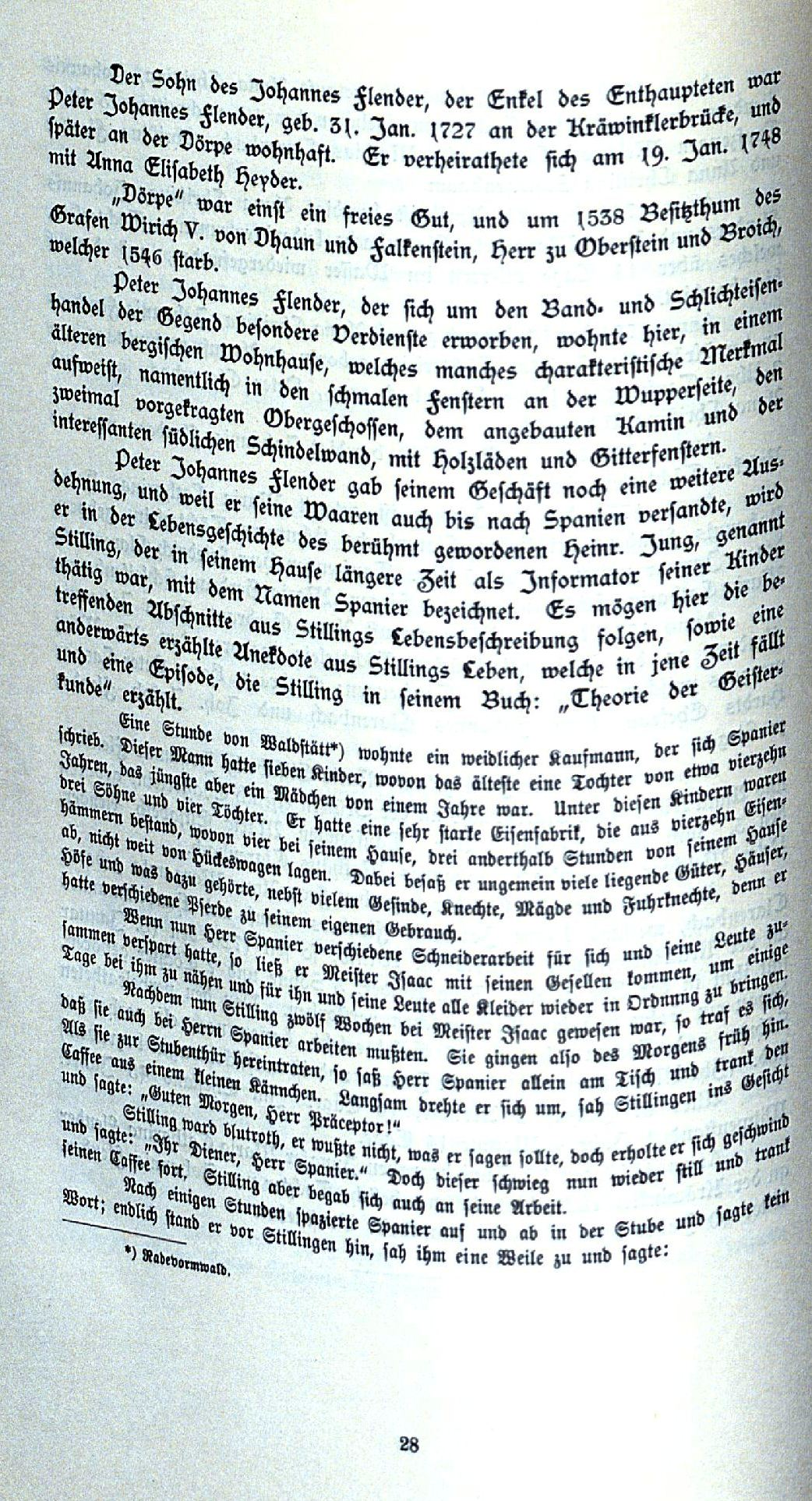
S. 28
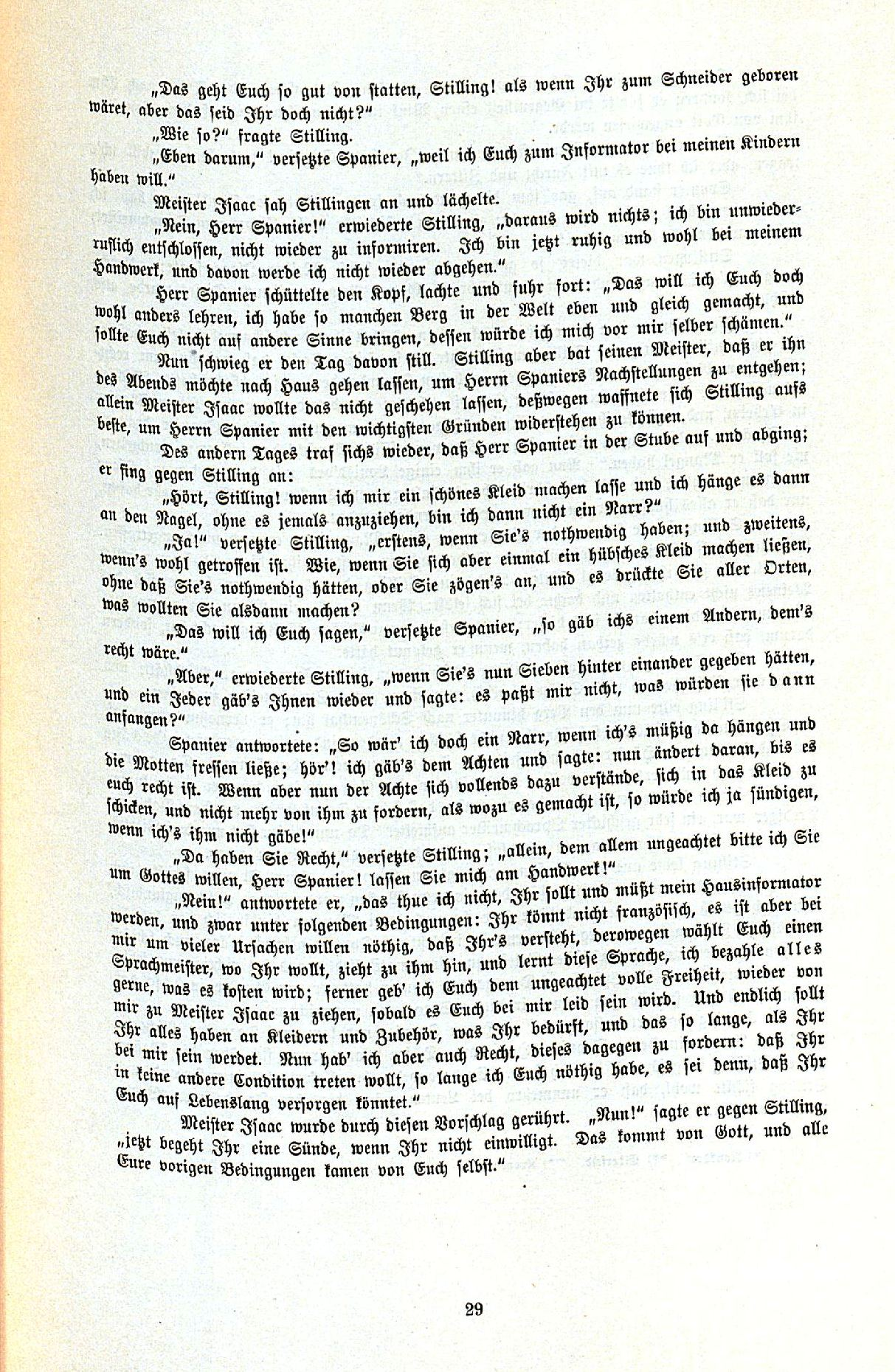
S. 29
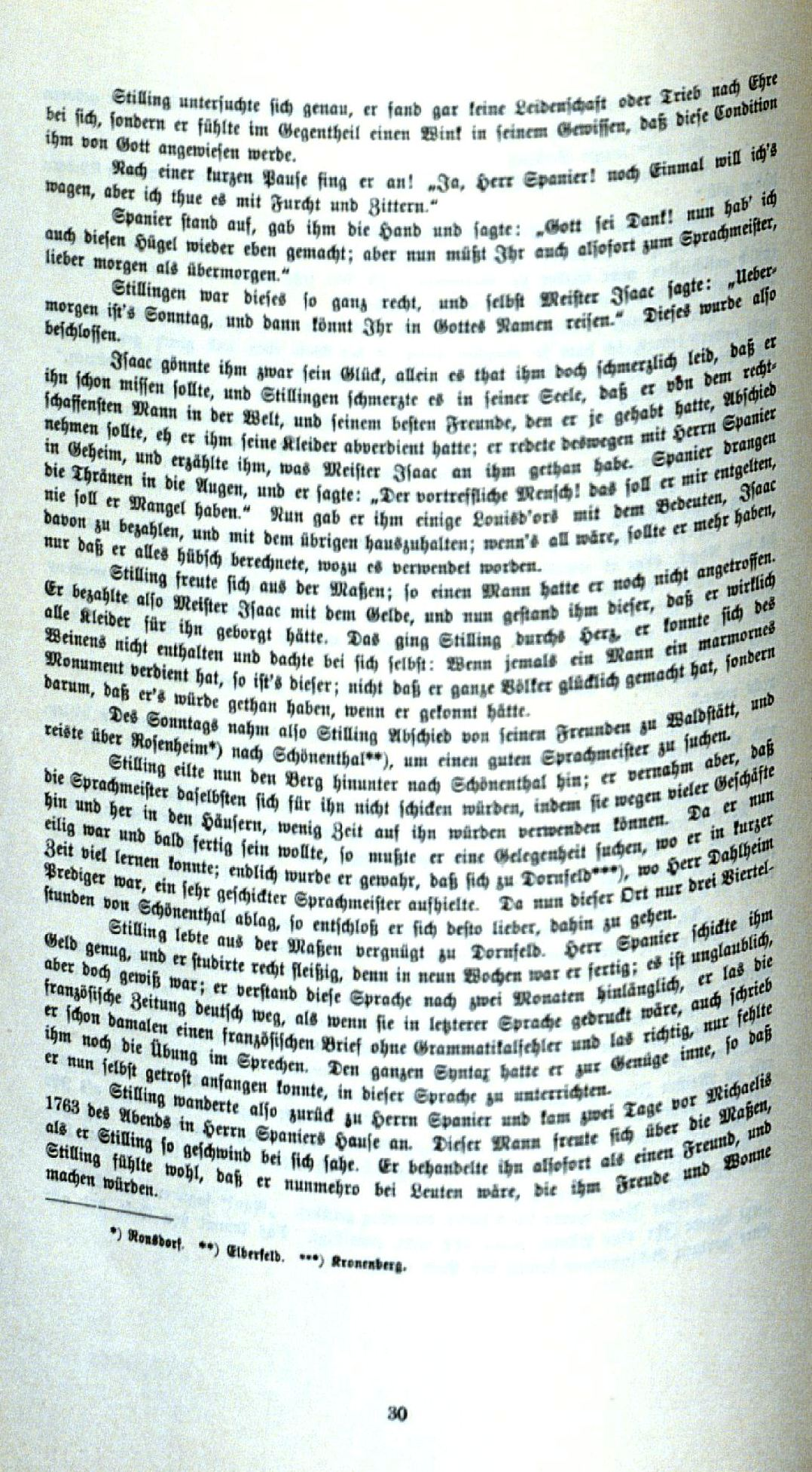
S. 30
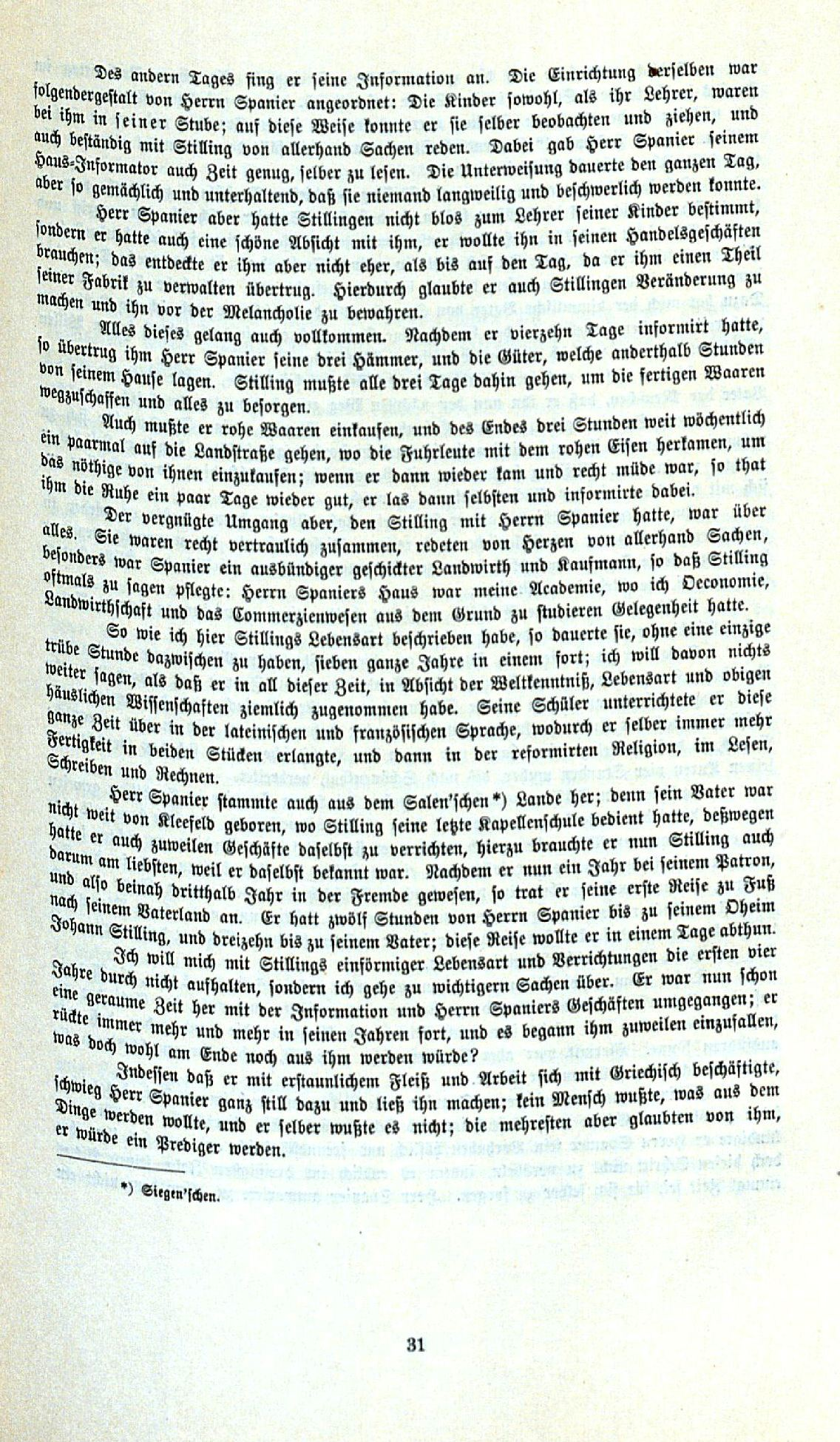
S. 31
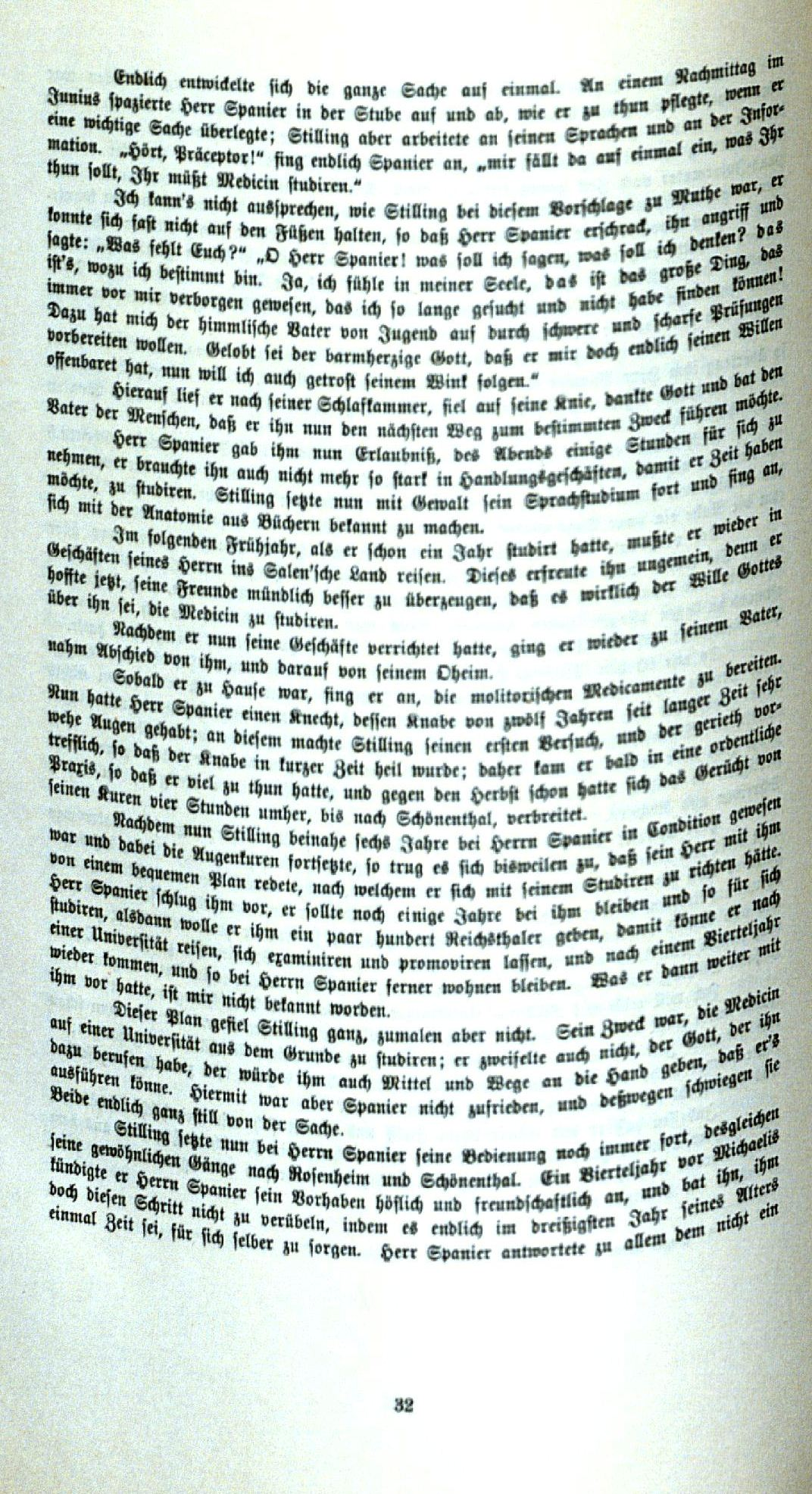
S. 32
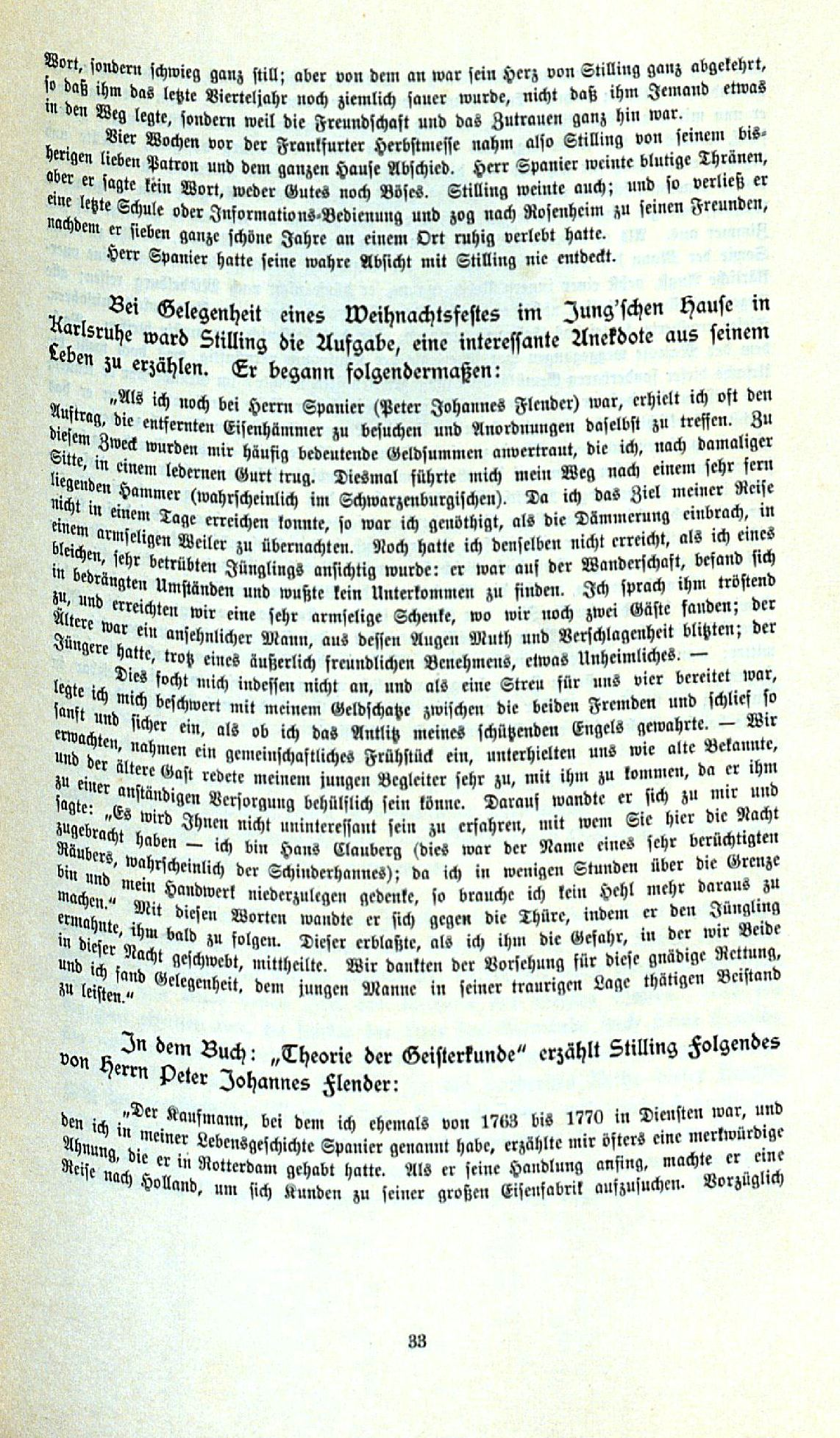
S. 33
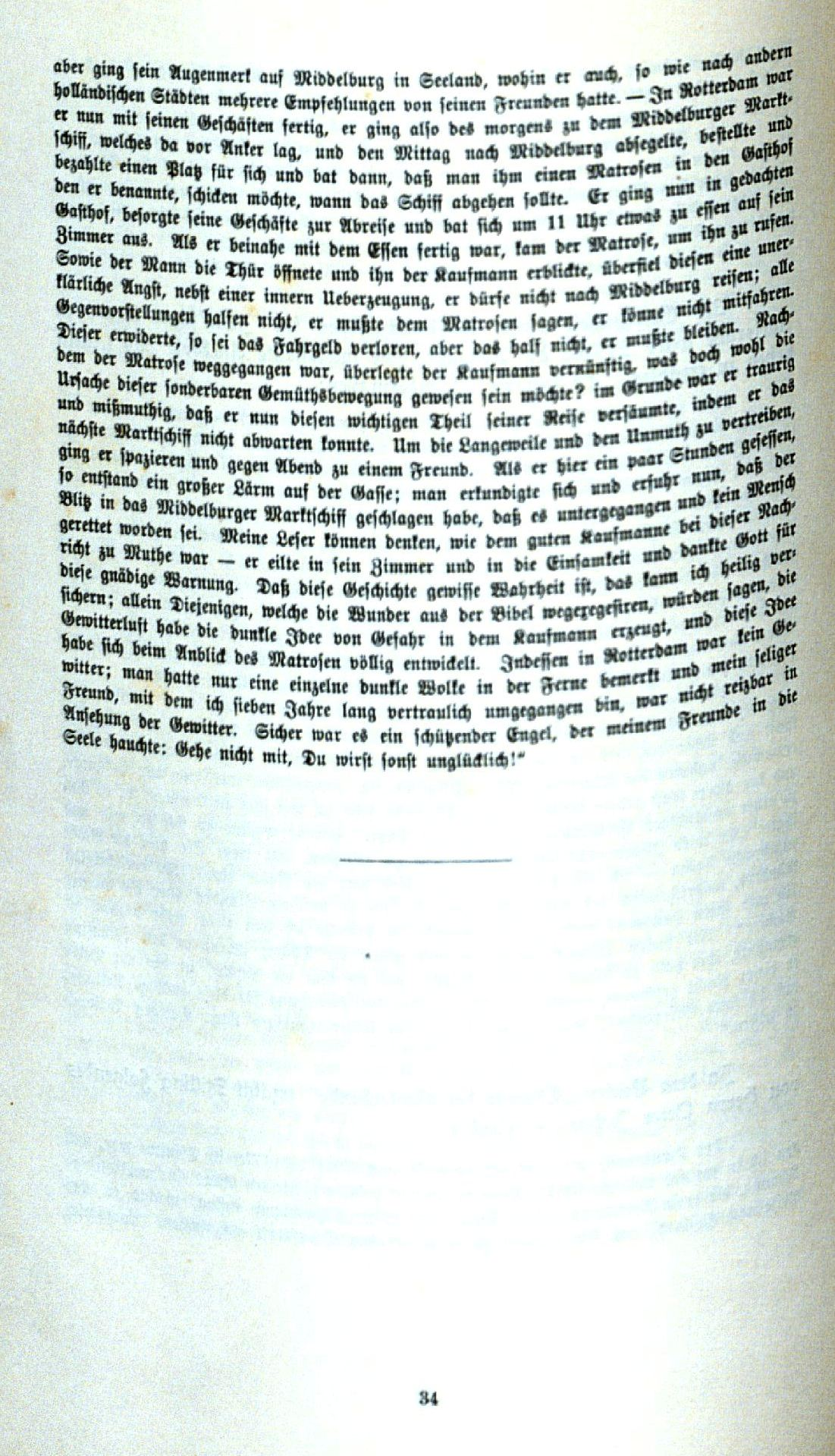
S. 34

Anlässlich des Todes von Achenbachs Frau schrieb Peter Johannes Flender am 6. April 1783 in Kräwinklerbrücke einen Brief an Johann Friedrich Achenbach, in dem er sein Beileid ausdrückte:

„Hochedler Theuerster Herr Mitvater,
Mit Gefühl von Wehmuth durchdrungen erfahre aus Ihrem, selbst an mich erlassenen Trauerschreiben, den tödtlichen Hintritt Ihrer Zeit Lebens liebgewesenen Frauen Liebsten, meiner geehrten und werthen Frau Mit-Mutter, der weiland hochedlen Frau Elisabeth, geborne Panthöverin. Ich weiß, daß dieselbe, als eine gute Christin, Gott um ihre Auslösung öfter angerufen, auch bei dessen herannahendem Gefühl ihren Herrn Eheliebsten, Kinder und Kindeskinder wird gesegnet haben. Und so wie ihre ermüdeten Glieder jetzt ohne Schmerzen bei unserm allesamt Mittler ruhen, so wird sich ihre Seele in dem Anschauen ihres Gottes und Erlösers freuen. Sie wird nicht wieder zu uns, wohl aber verlangen, daß wir bald, ein Jeder zu seiner Zeit, zu ihr kommen möchten.
 Bei diesem allen aber, theuerster Herr Mitvater! bleibt ihr Schmerz und Betrübnis gerecht. Ich bedauere Sie, und habe mehr als freundschaftliches Mitleid mit Ihnen. Meine Seele weiß es, und fühlt eben jetzt wieder in vollem Umfang, was es heißt Diejenige zu verlieren, an deren Seite man die Zeit der Jugend und besten Alters gewandelt. Diejenige, wo vor man gewohnt war sein Herz auszuschütten und dessen ganze Geheimnisse zu entdecken. Diejenige, welche die Sorge der Haushaltung, mühsame Erziehung unserer lieben Kinder, mit uns theilte und nach vollendeten Tagesgeschäften für unsre Ruhe und Erquickung gesorgt hat. Aber wir wissen auch aus den heiligen Blättern und eigener Erfahrung, daß die Wege des Herrn eitel Güte sind Denen, die seinen Bund und Zeugnisse bewahren. – Fassen Sie sich dahero, ergeben sie sich in diese, wie in viele vorherige Begebenheiten schon geschehen, dem Willen des Herrn. – Doch ich fühle, daß meine Feder zu schwach ist zum Trösten. Sie wissen mehr, als ich Ihnen sagen kann. Ich wünsche also, daß Sie der Herr in diesen Umständen stärken und bewahren wolle und alles Gute der lebendigen stehen lasse. – Mich und die Meinigen empfehle Ihrer gütigen Freundschaft versichernd, daß ich mich nie anders zeichnen werde, als mit der hochachtungsvollen Ergebenheit zu sein.
Euer Euch hochschätzender Mitvater
Peter Johannes Fleder“

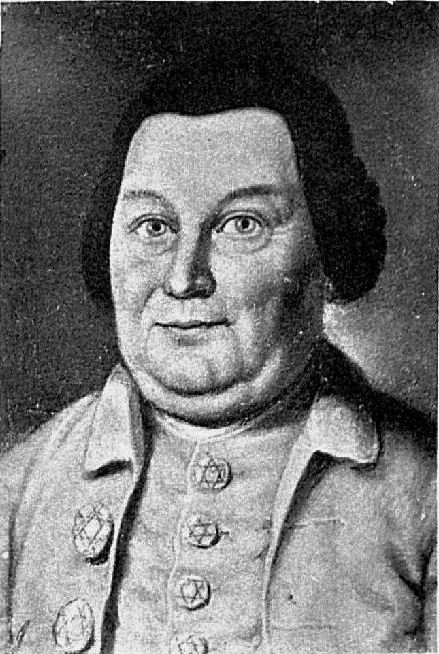
Peter Johannes Flender (geb. 21. November 1750, gest. 29. Oktober 1817), Gründungsvater des Düsseldorfer Zweigs der Familie Flender
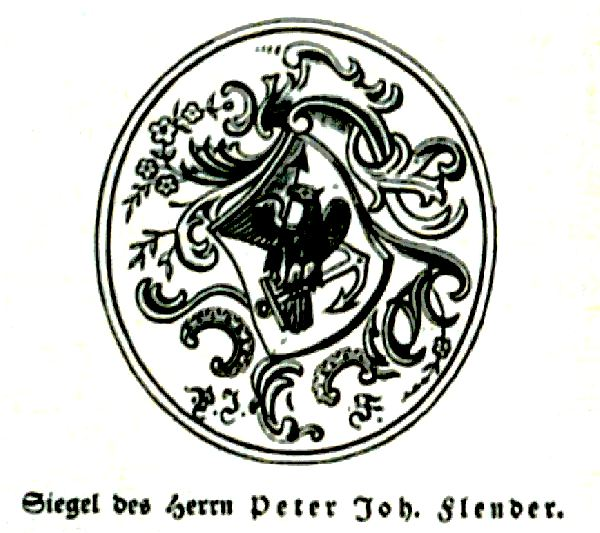
Siegel des Herrn Peter Joh. Flender
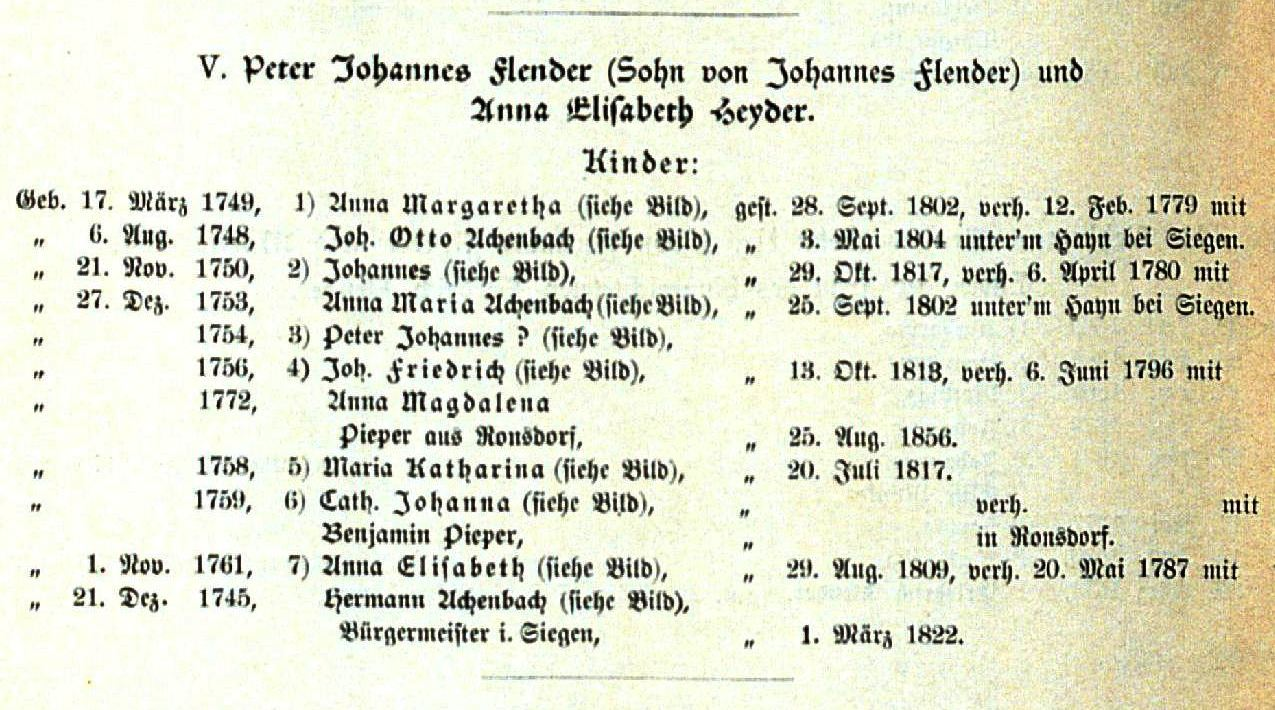
Kinder von Peter Johannes Flender
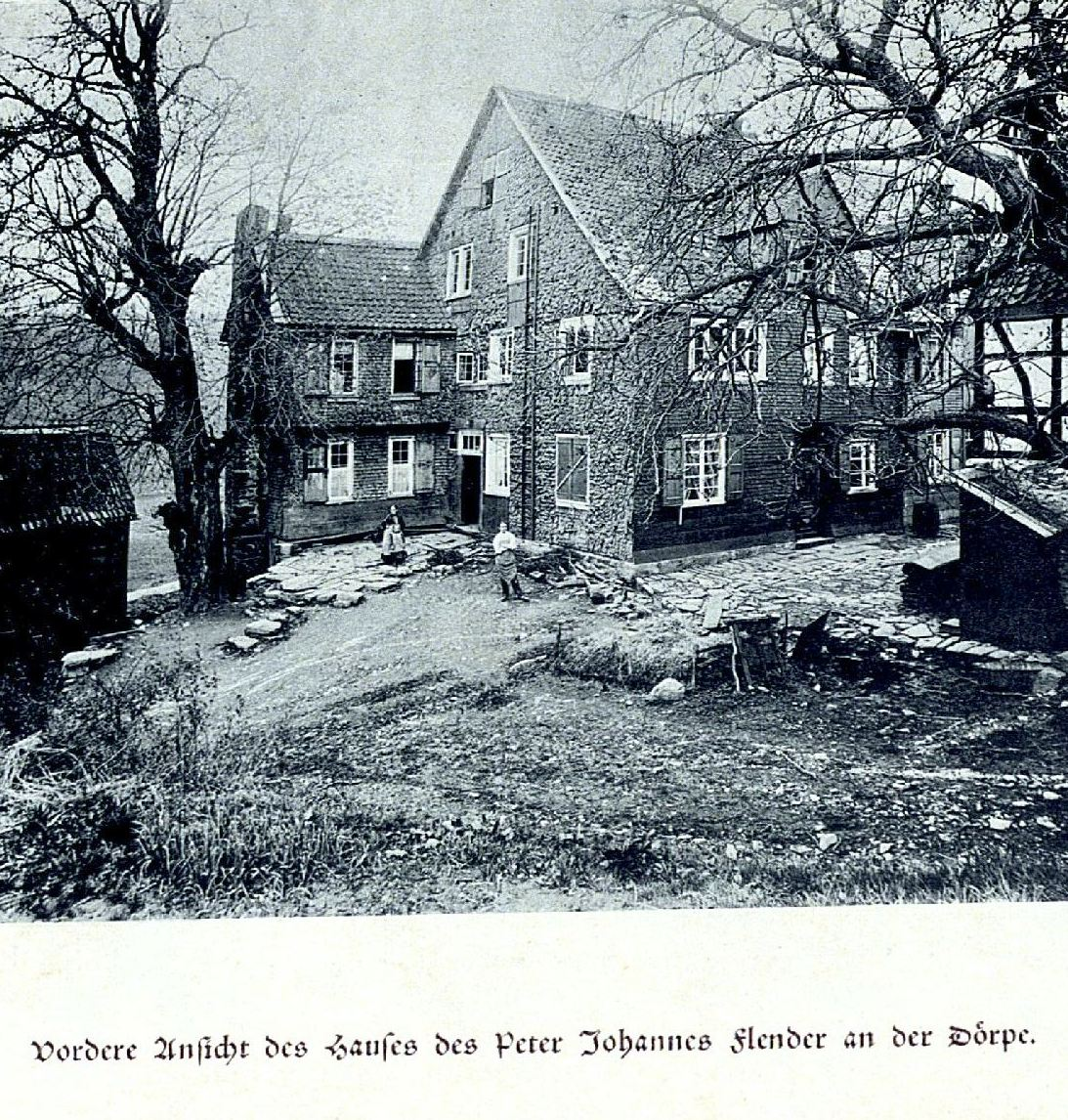
Vordere Ansicht des Hauses von Peter Johannes Flender in Dörpe (Radevormwald) in dem Johann Heinrich Jung von 1763 bis 1770 wohnte.
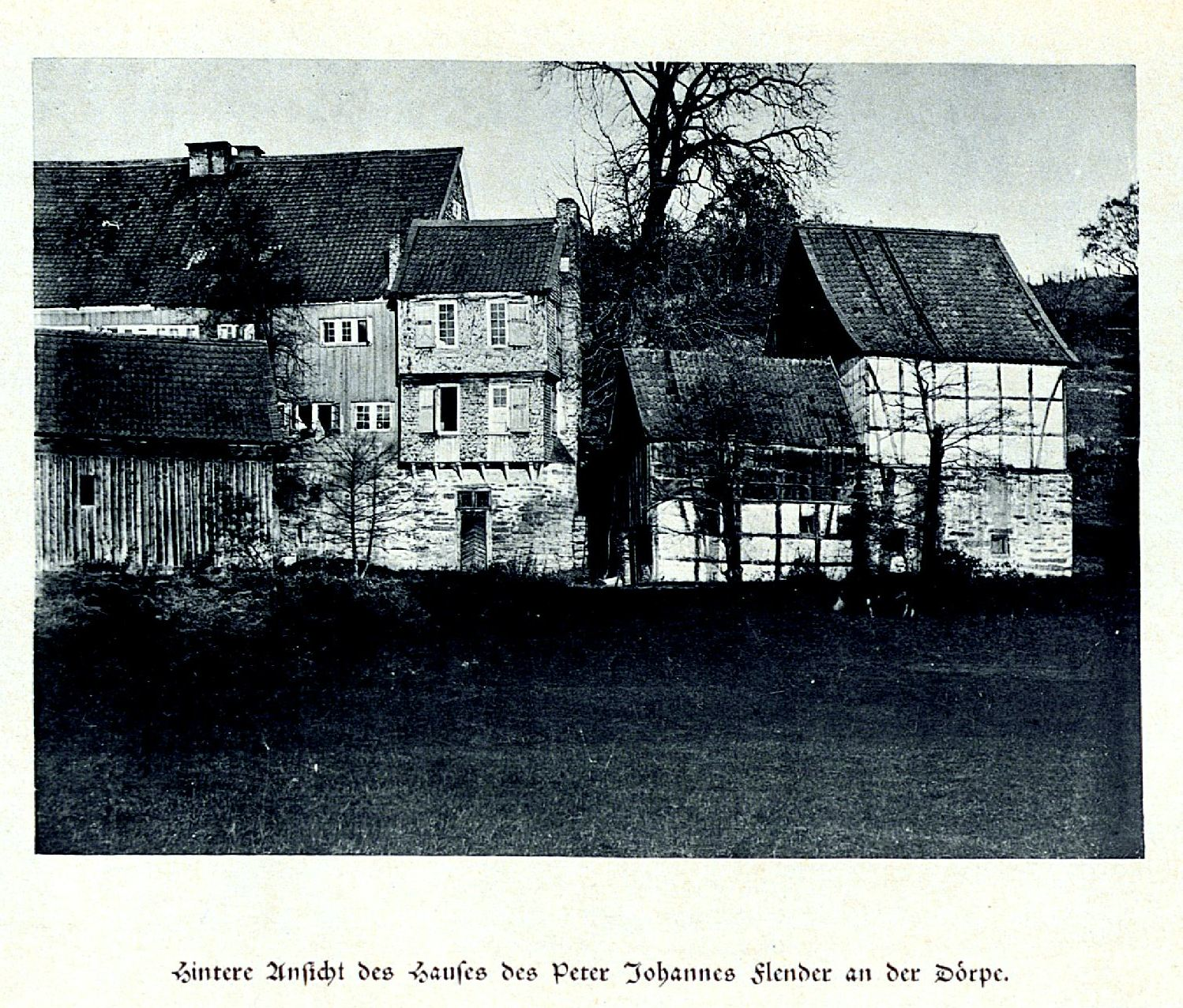
Hintere Ansicht des Hauses von Peter Johannes Flender in Dörpe (Radevormwald) in dem Johann Heinrich Jung von 1763 bis 1770 wohnte.

### Johann (1750–1817)
Johannes Flender wurde als zweites Kind von Peter Johannes Flender am 21. November 1750 geboren. Am 6. April 1780 heiratete er Anna Maria geb. Achenbach. Am 8. Oktober 1817 erkrankte er schwer, bekam um 11 Uhr ein „starkes Frieren“, und daraufhin eine „Brustkrankheit“. Später kam ein „Gallenfieber“ hinzu. Drei Tage „phantasierte“ er. Vom 13. auf den 14. Oktober um 2 Uhr starb er. Die gemeinsamen Kinder waren:
- Elisabeth Friederica (* 20. Juni 1781; † 15. Dezember 1825)
- Katharina Margaretha Henrietta (* 24. November 1782; † 18. Februar 1867)
- Johannes Friedrich (* 16. Juli 1784; † 20. September 1802)
- Elisabetha Philippina (* 26. August 1787; † 20. September 1802)
- Johann Friedrich (* 14. Mai 1789; † 18. September 1857), verheiratet mit Adolfine Schleifenbaum aus Siegen
- Amalie Catharina Johanna (* 4. Dezember 1791; † 3. November 1868), verheiratet mit Joh. Abraham von den Steinen
- Peter Johannes (* 29. November 1793; † 30. November 1793), beigesetzt am 2. Dezember 1793
- Johannes (* 19. Januar 1795; † 8. September 1862)[14]

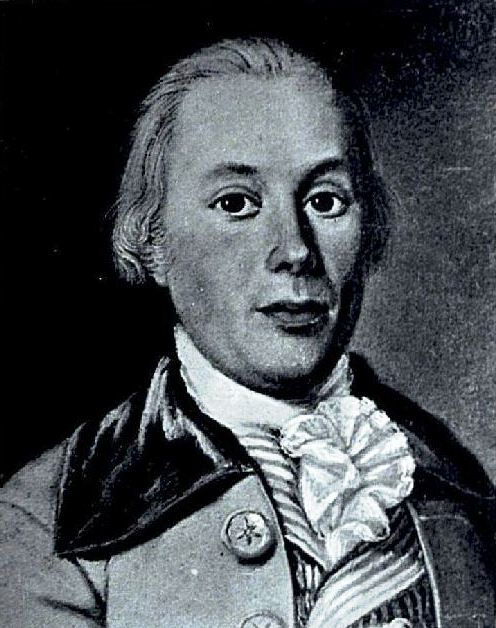
Johannes Flender
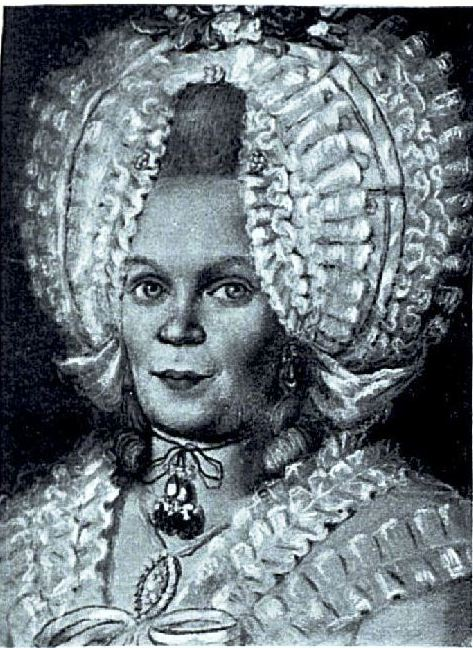
Anna Maria Flender geb. Achenbach
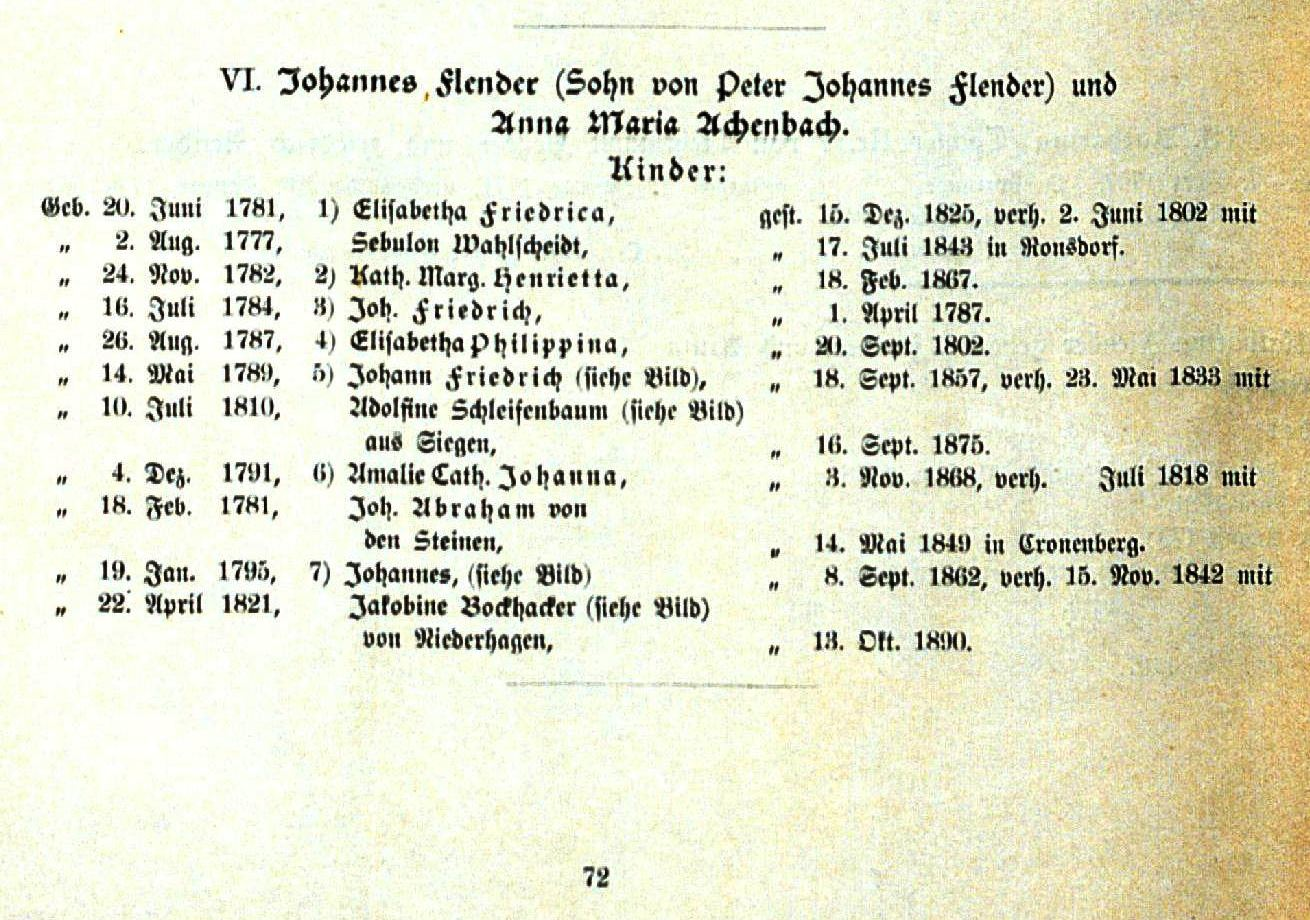
Kinder von Johannes Flender und Anna Maria Achenbach

### Johann Friedrich (1789–1857)
Johann Friedrich Flender (* 14. Mai 1789 in Kräwinklerbrücke; † 18. September 1857 in Siegen) wurde als fünftes Kind von Johannes Flender geboren. Er war seit dem 23. Mai 1833 mit Adolfine geb. Schleifenbaum (* 6. Juli 1810; † 16. September 1875) verheiratet. Wegen eines Augenleidens kam er mit seiner Frau von Kräwinklerbrücke bei Lennep nach Siegen, um sich ärztlichen Rat zu holen. Dort erkrankte er zusätzlich am Unterleib und verstarb kurze Zeit später. Die gemeinsamen Kinder waren:
- Johanna (* 21. Juni 1834)
- Wilhelmina (* 27. November 1835; † 27. Oktober 1886)
- Johann Friedrich (* 17. September 1837; † 25. November 1910)
- Hermann August (* 24. Februar 1839; † 3. Januar 1882)
- Adolphine (* 9. Mai 1841; † 20. März 1915), verheiratet mit Johannes Israel aus den Niederlanden
- Luise (* 2. Dezember 1843; † 11. November 1888)[16]

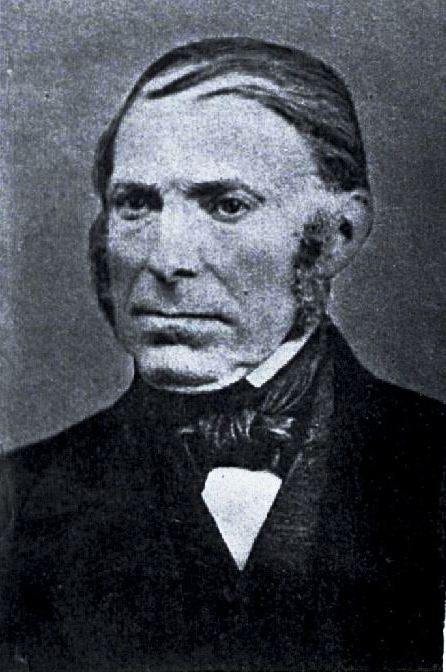
Johann Friedrich Flender
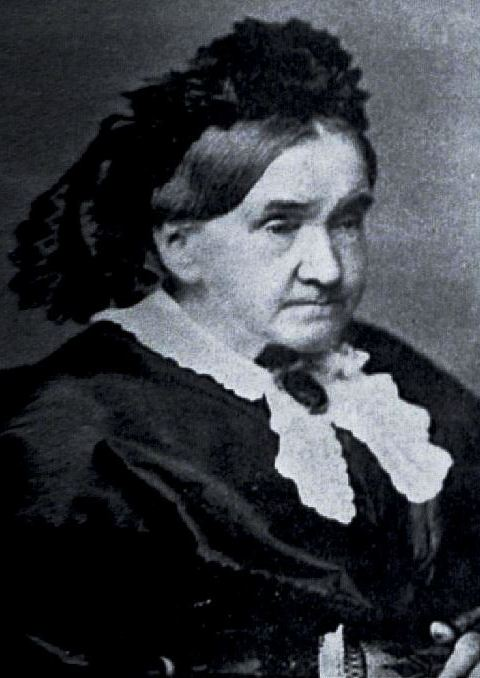
Adolfine Flender geb. Schleifenbaum
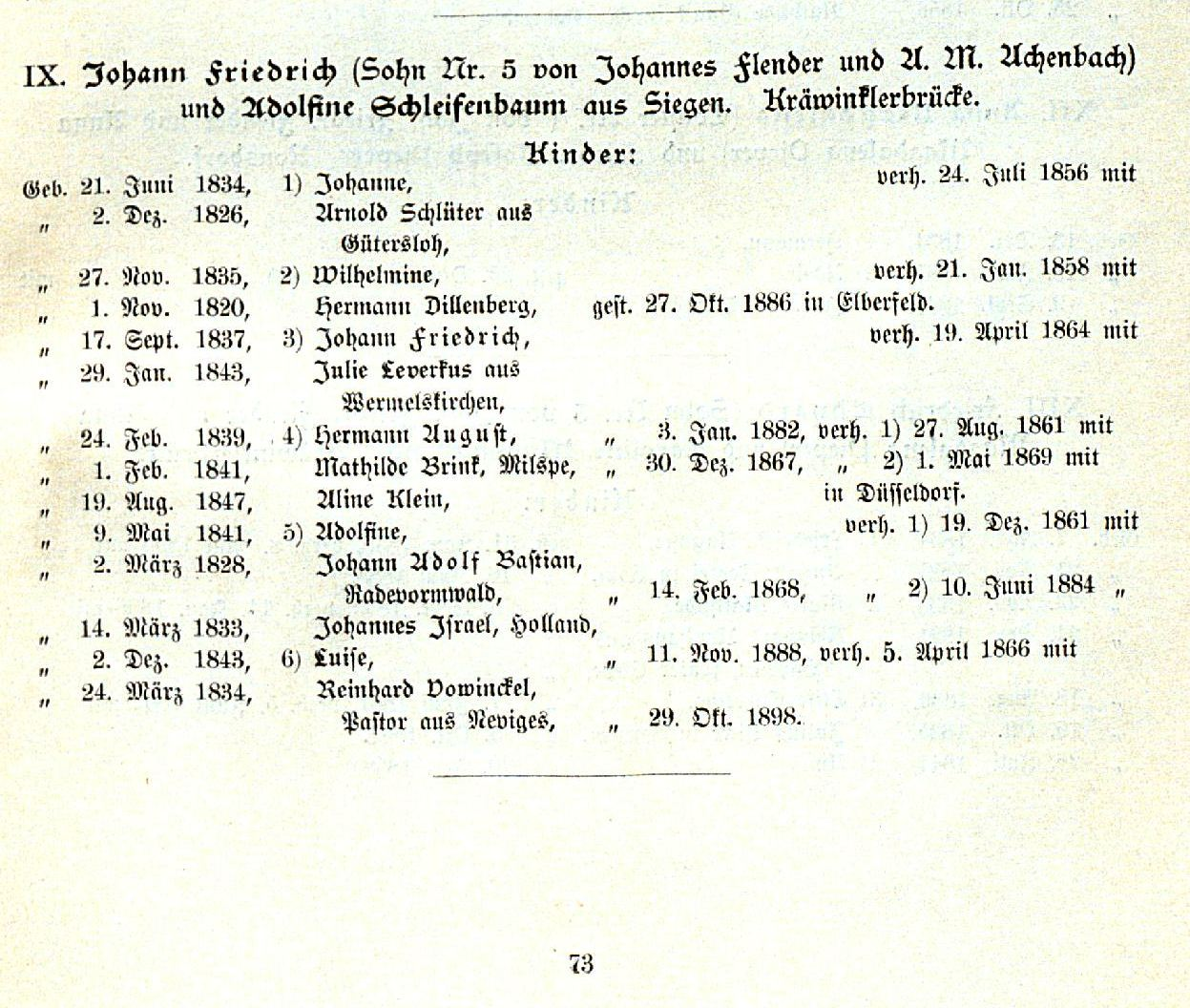
Kinder von Johann Friedrich Flender
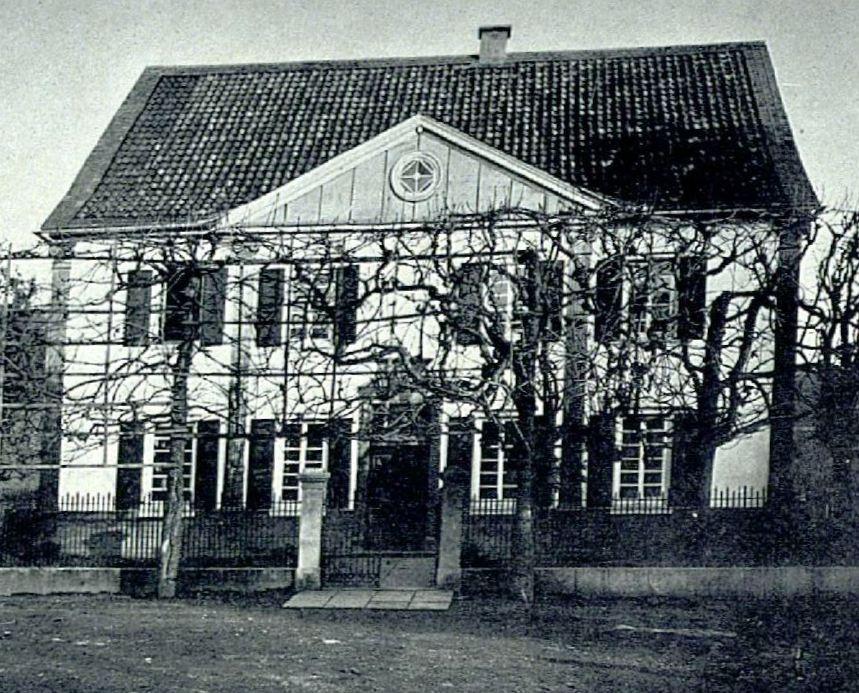
Vorderansicht des Flender'schen Stammhauses in Kräwinklerbrücke
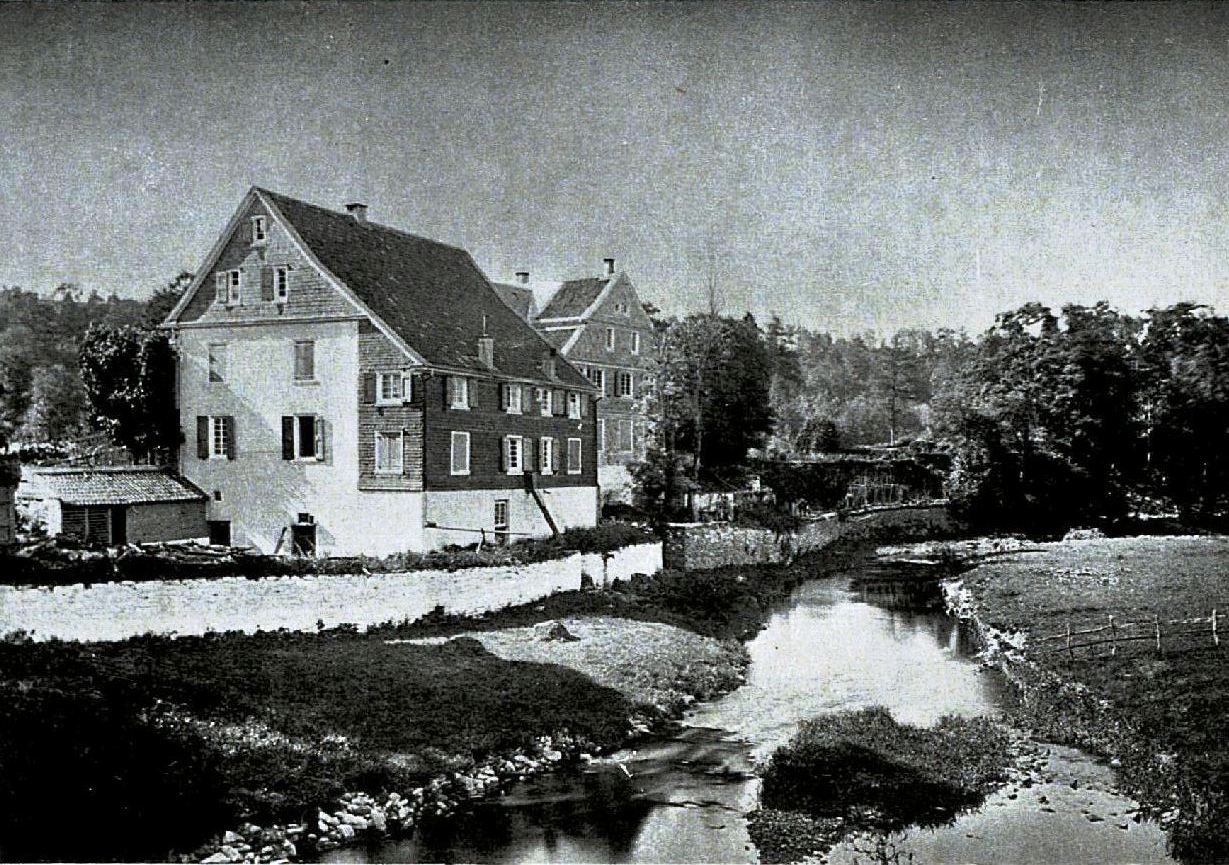
Hinteransicht des Flender'schen Stammhauses in Kräwinklerbrücke

### Hermann August (1839–1882)

#### Leben
Hermann August Flender (* 24. Februar 1839 in Kräwinklerbrücke; † 3. Januar 1882) wurde als viertes Kind von Johann Friedrich Flender und Adolfine Flender geb. Schleifenbaum geboren. Er war in erster Ehe mit Mathilde geb. Brink (* 1. Februar 1841 in Milspe; † 30. Dezember 1867 in Düsseldorf) verheiratet. Nach deren Tod heiratete er Alina Leonore geb. Klein (* 19. August 1847 in Düsseldorf; † 4. April 1914 in Düsseldorf). Er wohnte seit dem 20. September 1864 im Haus Bahnstraße 56 in Düsseldorf. Hermann August hatte acht Kinder:
- Hermann August (* 26. Februar 1870)
- Aline (* 27. November 1871)
- Leonore (* 2. März 1873)
- Elisabeth (* 21. Oktober 1874)
- Alfred Friedrich Flender (* 5. März 1876 in Düsseldorf; † 27. August 1939)
- Irma (* 24. Oktober 1877)
- Walter (* 11. Januar 1880)
- Adolf (* 7. Juni 1881)

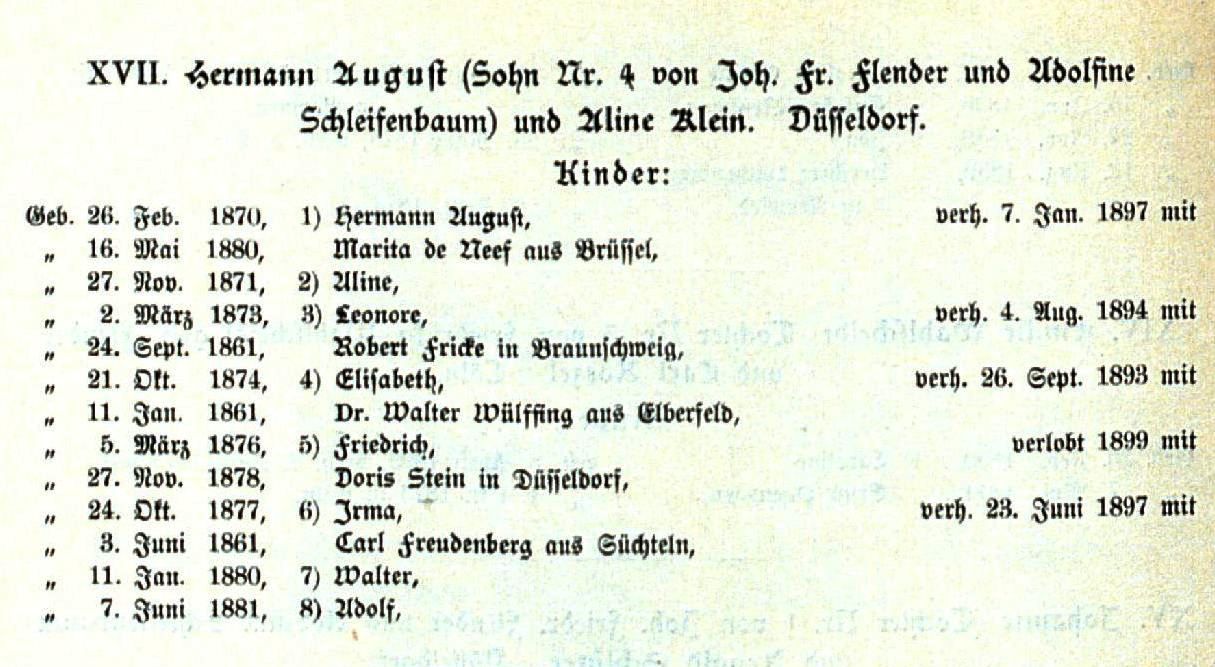
Kinder von Hermann August Flender

#### Firma H. Aug. Flender
Hermann August Flender war 1864 aus dem Siegerland nach Düsseldorf gekommen und hatte eine Schrauben- und Nietenfabrik gegründet, die Röhrenwerke belieferte. Dazu errichtete er ein paar Jahre später ein Puddel- und Walzwerk. Er erwarb 1872 ein Gelände gegenüber dem Bahnhof in Benrath. 1873 beantragte der Fabrikbesitzer Flender für ein neu zu errichtendes Werk einen Eisenbahnanschluss zum Benrather Bahnhof. Das Eisenbahnkommissariat erteilte seine Genehmigung unter der Voraussetzung, dass er das Einverständnis des Eigentümers eines Privatwegs einholte. Fünf Jahre später erhielt Flender weitere Genehmigungen für Abzweigungen von dieser Anschlussstrecke. Hermann August Flender half Wilhelm de Fries dabei, das Benrather Werk anzulegen, wo de Fries Hebezeuge, Laufkräne, Waggons, später auch Portalkräne für Häfen produzierte. Flender verkaufte einen Teil des erworbenen Geländes an die Unternehmen Balke & Co. sowie Capito & Klein, errichtete dann auf seinem verbliebenen Gelände eine kleine Verzinkerei, der er eine Wellblechfabrik hinzufügte. In den 1890er Jahren ging er dazu über, Eisenkonstruktionen für Fabrikgebäude herzustellen. Auf dieser Grundlage weitete er seinen Betrieb erfolgreich auf den Brückenbau aus. Aus seinem Werk stammte z. B. eine große Halle der Zeppelinwerft in Friedrichshafen, Hallenbauten für ein großes Elektrizitätswerk in Buenos Aires und eine Hubbrücke in Manila, sowie die Bahnsteighallen der Bahnhöfe in Königsberg und Hamburg, aber auch Brückenbauten in Köln und Königsberg. Auch der 1890 errichtete Hochfirstturm auf dem Hochfirst im Schwarzwald wurde von in Benrath vorgefertigt.
Die Einleitung zu einem Produktkatalog zählt die vielfältige Arbeit des Benrather Werks auf:

„Die Flender A.-G. für Eisen-, Brücken- und Schiffbau, Düsseldorf-Benrath, früher Brückenbau A.-G., welche aus der im Jahre 1880 gegründeten Firma H. Aug. Flender hervorgegangen ist, hat einen durchgreifenden Umbau ihrer Werkstätten in Benrath vorgenommen, so daß dieselben heute eine bedeckte Fläche von 31 000 m² aufweisen und mit den neuesten Maschinen und Krananlagen versehen sind. Durch diese Um- und Neubauten ist die Firma in die Lage versetzt, die umfangreichsten Lieferungen in kurzer Zeit zu erledigen und eine Jahresleistung von etwa 50 000 Tonnen Eisenkonstruktionen zu erreichen. Von den vielen Hunderten Hallen, die bereits zur Ausführung gelangt sind und die sich noch in Ausführung befinden, sind zu erwähnen: Kessel-, Maschinen- und Pumpenhäuser, elektrische Zentralen und Zentralen für Gaskraftmaschinen, Stahlwerke, Walzwerke, Gießereien und Generatorenhäuser, Gasreinigungs- und Dolomitanlagen, mechanische Werkstätten, Drehereien, Montagehallen, Reparaturwerkstätten für alle möglichen Zweige der Eisenindustrie, Kesselschmieden, Spezialschmieden, Nieten- und Schraubenfabriken, Brauereien, Glasfabriken, Raffinierwerke, Soda- und Papierfabriken sowie verschiedene andere Spezialfabriken, ganze Brikettfabriken, Schlachthallen, Kohlewäschen, Kohlensilos, Kohlenseparationen und Kohlenförderanlagen, Gaswerke, Lagerhäuser und Güterhallen sowie Bahnhofshallen, Hochhäuser und Stahlskelettbauten.

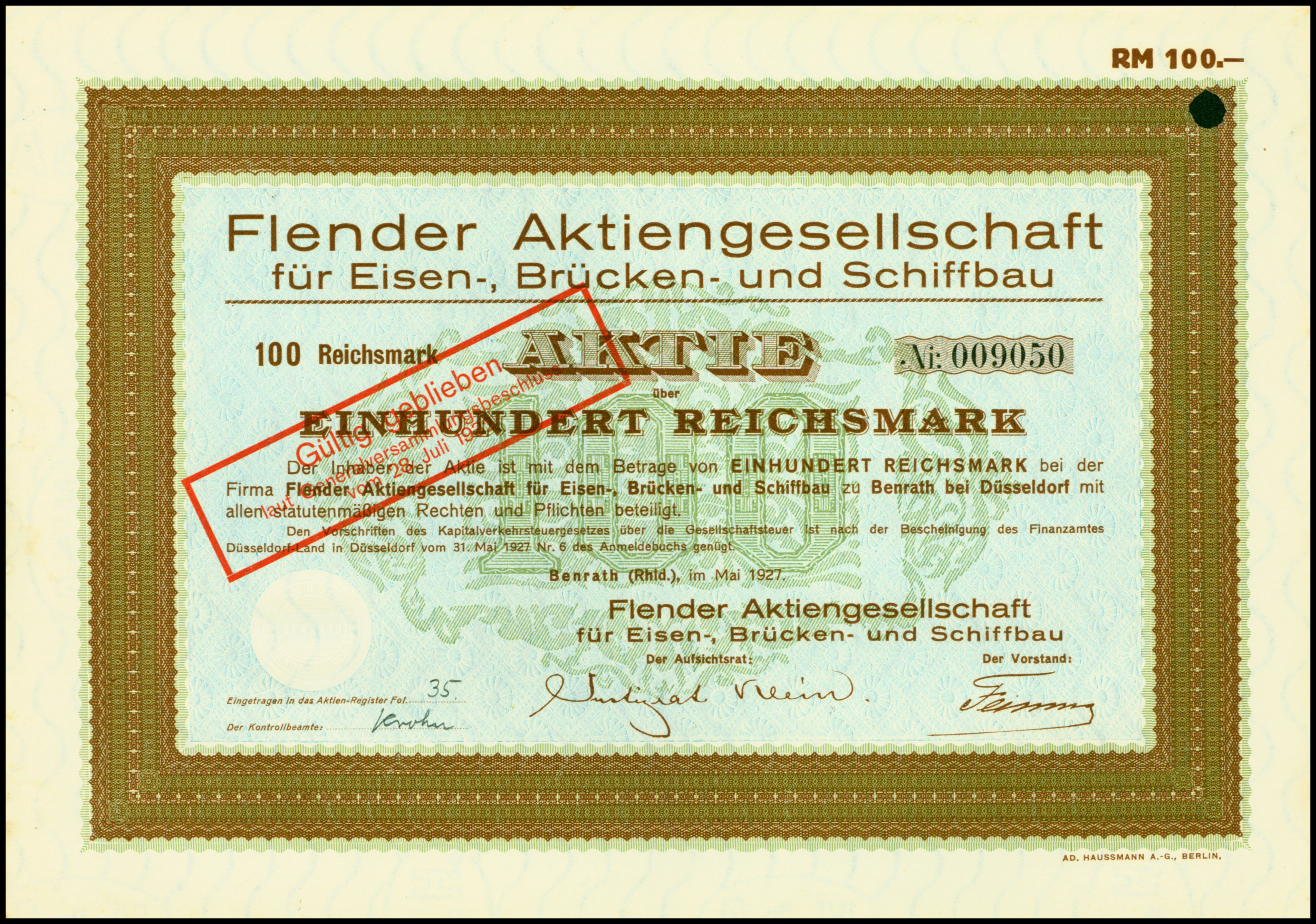
Aktie über 100 RM der Flender AG für Eisen-, Brücken- und Schiffbau vom Mai 1927

Dächer und Türme für die allergrößten Bauten, wie Kirchen, Rathäuser, große Verwaltungs- und Geschäftshäuser sowie für verschiedene andere massiv ausgeführte Bauten, Aussichts-, Leucht- und Fördertürme sowie Leitungsmaste von jeder Größe.

Brücken. Eisenbahn-, Straßen-, Dreh-, Klapp-, Hub-, Landungsbrücken, fahrbare sowie feststehende Verladebrücken, Hoch- und Hängebahnen jeder Art, Drehscheiben, Laufkranträger, eiserne Gerüste für verschiedenartigste Krane in jeder Größe und jeder Form, darunter auch für die sogenannten Riesendrehkrane mit Nutzlasten bis zu 150 Tonnen. Die von der Flender A.-G. ausgeführten Lieferungen erfolgten hauptsächlich für Deutschland, dann aber auch für das Ausland, sowohl auf dem Kontinent als auch über See. Zu ihrer Kundschaft kann die Firma außer den staatlichen und städtischen Behörden die allergrößten Werke zählen.

Fürs Ausland wurden große Lieferungen gemacht: für England, Frankreich, Belgien, Italien, Holland, Schweden, Norwegen, Dänemark, Russland, für Nord- und Südamerika, für Ost- und Westindien, Südafrika, China, Japan, Türkei, Bulgarien usw. usw.“

Projekte und ausgeführte Bauten der Brückenbau Flender AG in Benrath bei Düsseldorf waren:
- Straßenbrücke im Zuge der Samitter Allee in Königsberg, Ostpreußen
- preisgekrönter Entwurf für die neue Straßenbrücke über den Rhein bei Köln
- Bahnsteighallen des Hauptbahnhofs in Königsberg, Ostpreußen
- Verwaltungsgebäude für die I.G. Farbenindustrie AG in Frankfurt am Main
- Bahnsteighalle des Hamburger Hauptbahnhofs
- Montagehalle im Benrather Werk
- zweigleisige Eisenbahnbrücke über die Weser bei Fürstenberg
- Hubbrücke in Manila (Philippinen)
- Landungsbrücke in Swakopmund (Deutsch-Südwestafrika)
- Generatorhaus für die Westfälische Stahlwerke AG in Bochum-Weitmar
- zweigleisige Eisenbahnbrücke Höxter über die Weser
- dreischiffige Halle mit Bühnenkonstruktion für das Eisen- und Stahlwerk Frankleben in Frankleben bei Merseburg
- Stahlwerk der Alti Forni e Fonderie di Piombino in Portovecchio (Italien)
- Luftschiffhalle für die Luftschiffbau Zeppelin GmbH in Friedrichshafen
- Bessemer-Stahlwerk der Ebbw. Vale Steel Iron & Coal Comp. (South Wales)
- Brücke über die Maas bei Buggenum (Niederlande)
- Brückenbauten auf Java für das niederländische Kolonialministerium
- zwei Brücken-Überbauten über den Indus (Indien)

1931 wurde das Unternehmen an die Hein, Lehmann & Co. AG in Düsseldorf verkauft.

#### Politik und Kultur
Hermann August Flender war auch politisch tätig. So kandidierte er im Jahr 1880 für die Zentrumspartei, zuvor hatte er jedoch dem Vorstand des Liberalen Vereins angehört. Die Liberalen waren darüber bestürzt und machten seine Chancen auf einen Wahlsieg zunichte, indem sie wesentliche Teile seiner ihn kompromittierenden Korrespondenz mit dem Liberalen Verein veröffentlichten. Dadurch geriet Hermann August Flender ins Zwielicht und war politisch diskreditiert.
Hermann August Flender zählte auch zu den Initiatoren der Gewerbe- und Kunstausstellung von 1880. Als der Niederrheinische Bezirksverein des Vereins Deutscher Ingenieure mit Sitz in Düsseldorf eine Gewerbe- und Kunstausstellung ausrichten wollte, konnten die Ingenieure vorwiegend Düsseldorfer Unternehmer für die Ausstellung gewinnen, darunter auch Hermann August Flender. Flender war neben Lueg, Trinkaus, Dietze und Bueck Mitglied des Hauptkomitées einer Unternehmerversammlung, die dafür von den Ingenieuren am 28. August 1878 einberufen worden war.

### Alfred Friedrich (1876–1939)

#### Leben
Alfred Friedrich Flender (* 5. März 1876 in Düsseldorf; † 27. August 1939) war seit dem 10. März 1900 verheiratet mit Mathilde Christine Doris geb. Stein (* 27. November 1878 in Croydon bei London; † 23. Mai 1949 in Düsseldorf). Er bewohnte das Haus Bahnstraße 22. Der Architekten- und Ingenieurverein Düsseldorf würdigte 1904 in der Publikation Düsseldorf und seine Bauten die Fassadengestaltung und die Grundrisslösung des Hauses, das nach Entwürfen der prominenten Berliner Architekten Heinrich Kayser und Karl von Großheim durch ihren Düsseldorfer Büroleiter Max Wöhler erbaut wurde. Das Haus musste eine spezielle Bauaufgabe lösen, die durch die Frontbreite und durch die Tiefe vorgegeben war:

„Das von den Architekten Kayser, von Grossheim und Wöhler erbaute Haus Bahnstrasse 22 (Abb. 583) erforderte infolge der geringen Frontbreite von 12 m und der bedeutenden Tiefe die Anlage eines grossen Innenhofs. Vorderhaus und Hinterhaus wurden durch die Diele verbunden (Abb. 584 und 585).“

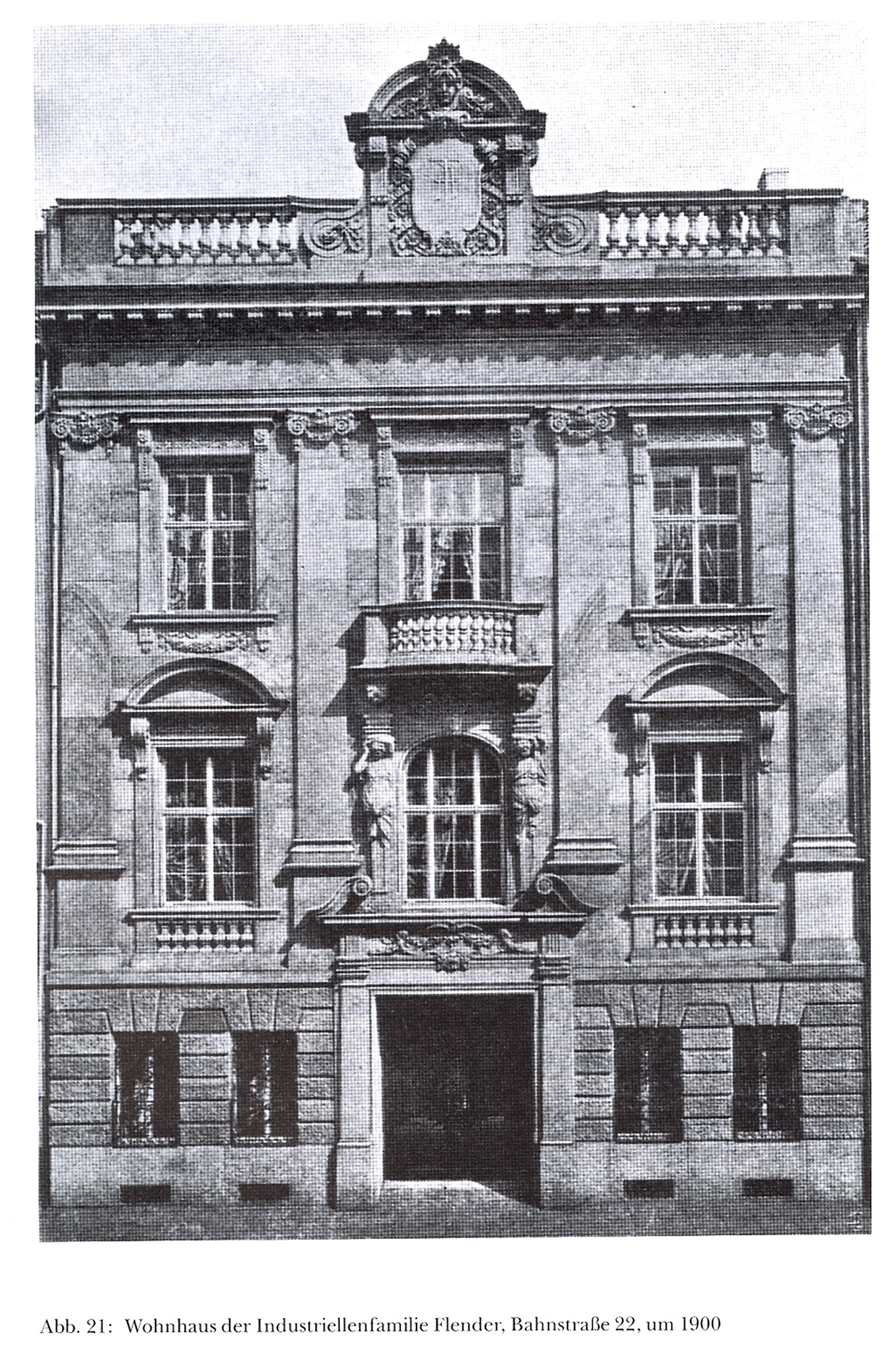
Wohnhaus der Industriellenfamilien Flender, Bahnstraße 22, um 1900
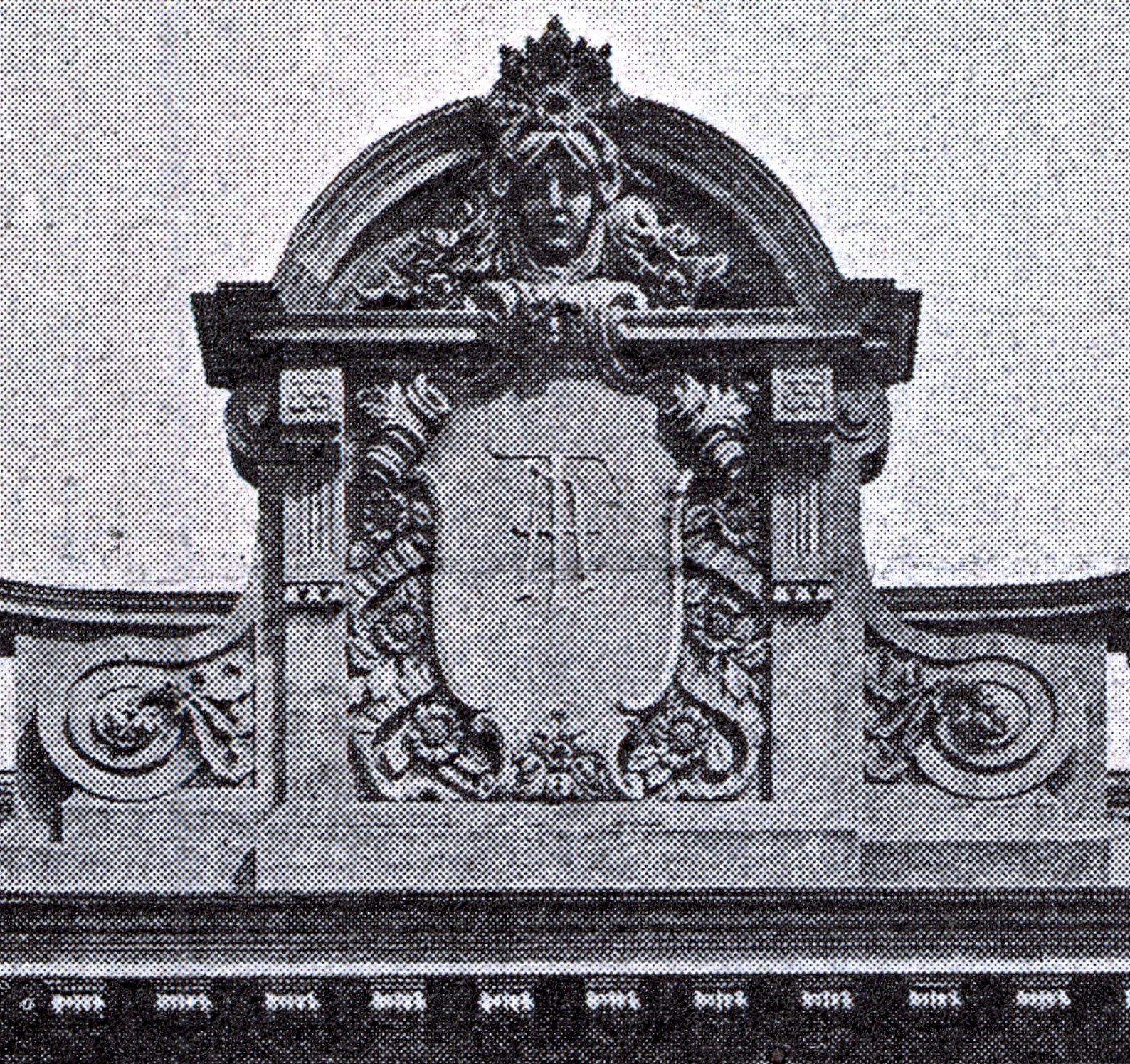
Detail der Fassade mit Initialen
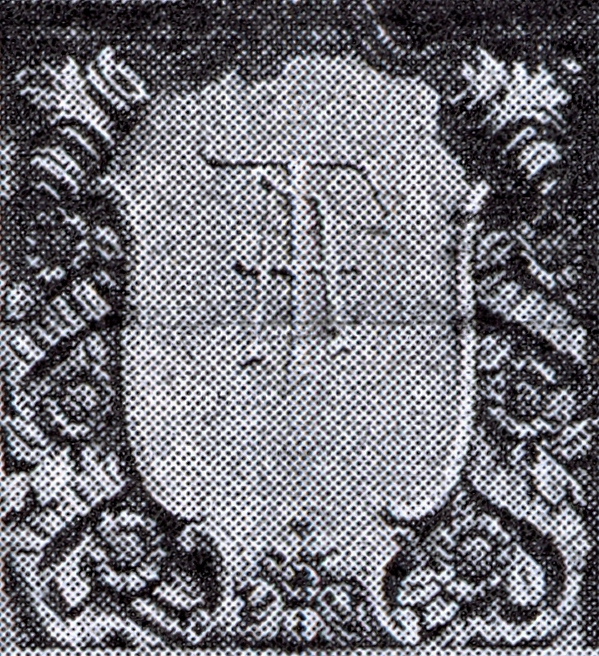
Die Initialen A und F in der Fassade des Hauses

#### Firma A. Friedr. Flender & Co. KG
Am 25. März 1899 erwarb Alfred Friedrich Flender in Reisholz ein 10 Morgen großes Fabrikgelände. Am 15. Mai 1899 wurde unter der Firma Alfred Friedrich Flender & Co. eine Kommanditgesellschaft gegründet und in das Handelsregister eingetragen. Teilhaber mit persönlicher Haftung war dabei Alfred Friedrich Flender, Kommanditisten waren Anton Röper und Heinrich de Fries. Der Zweck des Unternehmens war der Betrieb einer Holzriemenscheiben-Fabrik auf dem am 25. März 1899 von Alfred Friedrich Flender in Düsseldorf-Reisholz erworbenen Fabrikgelände. Die Leitung des Unternehmens wurde dem aus den USA gebürtigen D. A. Sprinkle übertragen. Die erste hergestellte Holzriemenscheibe wurde am 25. Dezember 1899 Alfred Friedrich Flender übergeben. Die ersten fabrikmäßig produzierten Riemenscheiben wurden im Januar 1900 an die Unternehmen Hermann August Flender in Düsseldorf-Benrath und S. Zucker in Nürnberg geliefert.
Im Jahr 1901 wurde die Zweigniederlassung in Leipzig unter Leitung von Moos gegründet; die bei der Gewerbeausstellung in Leipzig mit der „Goldenen Medaille“ ausgezeichnet wurde. 1902 wurde die Zweigniederlassung in Frankfurt am Main gegründet, die Leitung hatte Friedrich von Roeßler. Am 1. Januar 1903 wurde der Prokurist Wilhelm Mumm Teilhaber des Unternehmens Alfred Friedrich Flender & Co. Am 23. Juli 1903 brannte die Fabrik ab. Der Betrieb wurde in einem Schuppen weitergeführt, bis der Bau des neuen Fabrikgebäudes vollendet war.
1904 wurde die Zweigniederlassung in Berlin unter Leitung von Magnus Moos gegründet. Im selben Jahre wurde eine belgische Zweigniederlassung in Löwen gegründet, die bis Kriegsende von F. de Rey geleitet wurde.
Am 1. März 1905 trat Dr. jur. Adolf Flender als weiterer Kommanditist in das Unternehmen ein. Es folgte die Gründung neuer Zweigniederlassungen in Hannover unter Leitung von Schachtzabel, in Stuttgart-Zuffenhausen unter Leitung von Bossert, in Bochum unter Leitung von Zanzen sowie in Lille unter Leitung von Maurice Esser. Die Bochumer Filiale wurde später von der Dortmunder Zweigniederlassung übernommen. Die Filiale in Lille übernahm das Pariser Unternehmen Wanner & Co.
1906 wurde die Zweigniederlassung in Hamburg gegründet, sie stand unter Leitung von Wilhelm Forst; ebenso die Zweigniederlassung in Köln unter Leitung von S. Benjamin. Die Breslauer Zweigniederlassung wurde aufgegeben, jedoch 1921 als „Ingenieurbüro Breslau“ neu gegründet.
1909 wurde der Unternehmensgründer Alfred Friedrich Flender Mitglied der Düsseldorfer Handelskammer. Eine Zweigniederlassung unter Leitung von Häring wurde in Rheydt gegründet. Am 8. Dezember 1909 vollzog Friedrich Flender die Vereinigung des Unternehmens Alfred Friedrich Flender & Co. mit der am 11. Januar 1898 gegründeten Maschinenfabrik und Eisengießerei Dieckmann & Tangerding Nachf. in Bocholt, die vor allem gusseiserne Riemenscheiben und Transmissionsteileproduzierte. Am 21. Februar 1910 wurde die Fabrik in Bocholt als Werk 2 in Flenders Unternehmen eingegliedert. Persönlich haftende Teilhaber waren nun Alfred Friedrich Flender, W. Mumm und F. Tangerding, Kommanditisten waren die Witwe von Hermann August Flender und Dr. jur. Alfred Flender. Das Reisholzer Werk 1 stellte weiter Holzriemenscheiben her, das Bocholter Werk 2 eiserne Riemenscheiben und andere Transmissionsteile. Auf der Weltausstellung Brüssel 1910 wurde das Unternehmen mit einer „Goldenen Medaille“ ausgezeichnet.
Am 13. Mai 1911 wurden die Fabrikgrundstücke und Gebäude des Werks 2 in Bocholt von der Witwe F. Tangerding erworben. Im selben Jahr wurden die Zweigniederlassungen in Dortmund unter Leitung von G. Steiner und in Düsseldorf unter Leitung von Grabowski und Höning gegründet.
Von 1912 bis 1914 wurden beide Werke erweitert. Die „englische Abteilung“ im Werk Reisholz entstand, in Bocholt der Ausbau der Gießerei und Werkstätten sowie eines Verwaltungsgebäudes.
Am 4. April 1914 starb die Witwe von H. Aug. Flender. Am 22. Mai 1914 wurde eine Interessengemeinschaft mit dem Bocholter Unternehmen Hesselbein & Reygers geschlossen, das den Alleinvertrieb der Fabrikate an Transmissionsteilen von A. Friedr. Flender & Co übernahm. Am 30. Juni 1914 wurde die Zentralverwaltung – unter Leitung von A. Friedrich Flender – nach Düsseldorf verlegt.
Das 1894 gegründete Unternehmen Hesselbein & Reygers wurde nach dem Austritt von Heinrich Hesselbein am 13. Dezember 1916 von Alfred Friedrich Flender & Co. übernommen und als Werk 3 für die Herstellung von Transmissionen weitergeführt. A. Reygers blieb persönlich haftender Teilhaber. Das Unternehmen Alfred Friedrich Flender & Co. umfasste danach die Holzriemenscheibenfabrik in Reisholz und zwei Transmissionswerke in Bocholt.
1917 wurde das Sägewerk Schmitz & Zassenhaus in Düsseldorf erworben. Im Januar 1918 erwarb das Unternehmen den Aaper Wald in Düsseldorf-Grafenberg und ließ diesen für das Werk 1 in Reisholz abholzen. Von der Eschweiler-Ratinger Metallwerke AG wurde die Abteilung für Transmissionen erworben. Der Lagerbestand wurde abverkauft, die Maschinen wurden teilweise von Werk 2 und Werk 3 übernommen.
1919 wurde F. Tangerding in Bocholt Mitglied der Niederrheinischen Handelskammer. Das zweite Vollgatter wurde im Werk Reisholz ausgestellt. Die Zweigniederlassung Bocholt unter Leitung von Bernhard Willing wurde gegründet, ebenso eine Auslandsabteilung in Düsseldorf unter Leitung von Peter Dörrwaldt. Dörrwaldt war Gründer und Leiter der Zweigniederlassung in London, die 1910 in Nachfolge der Vortex Pulley and Belting Co. gegründet wurde, aber zu Anfang des Ersten Weltkriegs wieder aufgegeben wurde.
1920 wurde das Werk 2 nach Kauf benachbarter Grundstücke erweitert. Das Areal Flora in Bocholt wurde erworben und zum Ausbau für sieben Beamtenwohnungen genutzt.
1921 wurden die zweite „englische Abteilung“ im Werk 1 in Reisholz erbaut. Die kaufmännischen Abteilungen der beiden Bocholter Werke wurden im Werk 3 zusammengelegt. Im Jahr 1922 wurden das Verwaltungsgebäude und die Schlosserei im Werk 1 in Reisholz ausgebaut. Im selben Jahr wurde die Metallverarbeitungs-AG in Barmen gegründet, woran sich zugleich das Unternehmen Alfred Friedrich Flender & Co. beteiligte, und deren Aufsichtsratsvorsitzender Alfred Friedrich Flender wurde. 1923 wurden die Deutschen Industrienormen eingeführt, die insbesondere zu neuer, verbesserter Konstruktion und Form der Ringschmierlager führte. Am 14. Mai 1924 wurde das 25-jährige Bestehen des Unternehmens gefeiert. Die Zentralverwaltung wurde in das neue Wilhelm-Marx-Haus in Düsseldorf verlegt.

### Alfred Friedrich (II.) (1901–1969)
Alfred Friedrich Flender (* 5. Mai 1901 in Düsseldorf; † 17. November 1969) wurde als Sohn von Friedrich Flender geboren. Er war verheiratet mit Marie Louise (* 21. Juni 1915; † 11. September 1994) und hatte u. a. einen Sohn, Dipl.-Ing. Alfred Friedrich Flender III. (* 17. Februar 1945; † 2. Februar 1982) Unter seiner Leitung stand das Bocholter Unternehmen A. Friedrich Flender & Co. Er gab auch die Zeitschrift Der Flenderaner – Für alle Angehörigen und Freunde heraus. Für seine Verdienste um die betriebliche Sozialpolitik wurde Alfred Flender am 30. November 1955 in Hamburg mit dem Freiherr-vom-Stein-Preis ausgezeichnet. Für seine Verdienste um die Antriebs- und Getriebetechnik sowie um die soziale Betriebsgestaltung wurde er am 25. Februar 1961 mit der Ehrendoktorwürde der RWTH Aachen ausgezeichnet. Die Alfred-Flender-Straße in Bocholt wurde am 14. Juni 1972 nach ihm benannt.